# ويليام كرول
ويليام كرول (بالإنجليزية: William Kroll)‏ هو معلم موسيقى وعازف كمان وملحن أمريكي، ولد في 30 يناير 1901 في نيويورك في الولايات المتحدة، وتوفي في 10 مارس 1980 في بوسطن في الولايات المتحدة.

## وصلات خارجية
- ويليام كرول على موقع ميوزك برينز (الإنجليزية)
- ويليام كرول على موقع ديسكوغز (الإنجليزية)